# Live At CBGB's: The Home Of Underground Rock
Live at CBGB's - The Home Of Underground Rock es un álbum recopilatorio que fue grabado en vivo en 1976. El disco contiene temas de diversos artistas que tocaron en el mítico club de Nueva York CBGB, del cual estos artistas fueron pioneros del por aquel entonces naciente punk rock que se estaba gestando.

## Lista de canciones
1. Tuff Darts - All For The Love Of Rock 'N' Roll (3:15) (Con Robert Gordon en voz)
2. The Shirts - Operetico (4:26)
3. Mink DeVille - Cadillac Moon (6:42)
4. The Laughing Dogs - '"I need a million (3:10)
5. The Shirts - Poe (5:12)
6. Mink DeVille - Let me dream if i want to (2:51)
7. Tuff Darts - Head over heels (2:22)
8. Manster - Over, Under, Sideways, Down" (4:16)
9. Manster - I'm really not this Way (4:16)
10. Sun - Romance (5:00)
11. Stuart's Hammer - Everybody's depraved (3:19)
12. The Miamis - We deliver" (2:10)
13. Mink DeVille- Change it comes (3:38)
14. The Shirts - A.V.M (6:24)
15. The Laughing Dogs - It feels alright tonight (2:24)
16. Tuff Darts - Slash (3:26)